# Bahiella
Bahiella là chi thực vật có hoa trong họ Apocynaceae.